# チェンバロ協奏曲 (バッハ)
ヨハン・ゼバスティアン・バッハが作曲したチェンバロ協奏曲は、1台用から4台用まであり、1台用は8曲（うち1曲は断片）、2台用3曲、3台用2曲、4台用1曲の計14曲がある。なお、現在では独奏楽器にチェンバロではなくピアノを用いる場合は「ピアノ協奏曲」と表記される場合もある。

## 概要
バッハは1729年から1741年にかけて、ライプツィヒのコレギウム・ムジクムの指揮をしており、バッハのチェンバロ協奏曲は、その演奏会のために作曲されたものである。しかしその多くは、バッハの旧作、あるいは他の作曲家たちの作品を編曲したものであると考えられている。それらの原曲が失われていることも多いが、今日では原曲を復元し演奏することも盛んに行なわれている。
バッハがコレギウム・ムジクムの仕事を始めた頃、長男のヴィルヘルム・フリーデマン・バッハ、次男のカール・フィリップ・エマヌエル・バッハを始めとする息子たちや、弟子のヨハン・ルートヴィヒ・クレープスらが一流のチェンバロ奏者に成長しており、このことが複数のチェンバロのための協奏曲の成立の背景にあると考えられる。

## 協奏曲の原曲
| 1台用 | 1台用         | 1台用                                                             | 1台用                                     |
| BWV   | 協奏曲        | 原曲                                                              | 備考                                      |
| ----- | ------------- | ----------------------------------------------------------------- | ----------------------------------------- |
| 1052  | 協奏曲 ニ短調 | ヴァイオリン協奏曲 ニ短調                                         | 原曲はBWV1052Rとして復元された            |
| 1053  | 協奏曲 ホ長調 | ヴァイオリン協奏曲 /または オーボエ協奏曲 ヘ長調                  | 原曲は紛失                                |
| 1054  | 協奏曲 ニ長調 | ヴァイオリン協奏曲第2番 ホ長調 BWV1042                            |                                           |
| 1055  | 協奏曲 イ長調 | オーボエ・ダモーレ協奏曲 イ長調                                   | 原曲はBWV1055Rとして復元された            |
| 1056  | 協奏曲 ヘ短調 | ヴァイオリン協奏曲 ト短調                                         | 原曲はBWV1056Rとして復元された            |
| 1057  | 協奏曲 ヘ長調 | ブランデンブルク協奏曲第4番 ト長調 BWV1049                        | チェンバロと2つのリコーダーのための協奏曲 |
| 1058  | 協奏曲 ト短調 | ヴァイオリン協奏曲第1番 イ短調 BWV1041                            |                                           |
| 1059  | 協奏曲 ニ短調 | オーボエ協奏曲                                                    | 断片のみ。BWV1059Rとして復元された        |
| 2台用 |               |                                                                   |                                           |
| 1060  | 協奏曲 ハ短調 | オーボエ、ヴァイオリン、弦楽と通奏低音のための協奏曲 ハ短調       | 原曲はBWV1060Rとして復元された            |
| 1061  | 協奏曲 ハ長調 | （オリジナルであり原曲はない）                                    | 伴奏なしの版はBWV1061aとして知られる      |
| 1062  | 協奏曲 ハ短調 | 2つのヴァイオリンと弦楽と通奏低音のための協奏曲 ニ短調 BWV1043    |                                           |
| 3台用 |               |                                                                   |                                           |
| 1063  | 協奏曲 ニ短調 | ヴァイオリン、フルート、オーボエ(?)と弦楽と通奏低音のための協奏曲 |                                           |
| 1064  | 協奏曲 ハ長調 | 3つのヴァイオリンのための協奏曲 ニ長調                            | 原曲はBWV1064Rとして復元された            |
| 4台用 |               |                                                                   |                                           |
| 1065  | 協奏曲イ短調  | 4つのヴァイオリン、弦楽と通奏低音のための協奏曲 ロ短調            | ヴィヴァルディ作曲、RV.580                |

## 楽曲の解説と構成
この協奏曲集においては、「独奏チェンバロ、弦楽合奏および通奏低音」という楽器編成が全曲を通して基本になっている。

### チェンバロ1台用

#### チェンバロ協奏曲第1番 ニ短調 BWV1052
原曲は消失したヴァイオリンのための協奏曲であると考えられている。ただし、原曲がバッハ自身の作品であったかどうかについては確証がない。第1楽章、第2楽章はカンタータ第146番『われら多くの苦難を経て』に、第3楽章はカンタータ第188番『われはわが信頼を』の序曲に転用されている。なお、このチェンバロ協奏曲第1番の異稿（BWV1052a）が存在する。
バッハのチェンバロ協奏曲の中で最も完成度が高く、有名な作品となっており、両端楽章で繰り広げられるチェンバロのブリリアントな名人芸は、その華やかな魅力によって聴き手を捉えて離すことがない。1738年から1739年頃にかけて作曲されたと考えられている。
構成は3楽章からなり、演奏時間は約20分。
第1楽章 アレグロ　ニ短調、2分の2拍子。
リトルネッロ形式による楽章で、全楽器が力強いユニゾンの主題で始まる。
第2楽章 アダージョ　ト短調、4分の3拍子。
終始反復される低音主題の上で、チェンバロが装飾的な旋律を美しく歌い継いでいく楽章。
第3楽章 アレグロ　ニ短調、4分の3拍子。
リトルネッロ形式によるフィナーレで、活気に満ちた主題が、楽章全体にエネルギッシュな生命感を与える。チェンバロのソロが単独で腕前を披露する機会も多い。

#### チェンバロ協奏曲第2番 ホ長調 BWV1053
原曲は消失したヴァイオリン協奏曲、あるいはオーボエかフルートのための協奏曲であると考えられているが、判明していない。第1楽章はカンタータ第169番『神ひとりわが心を占めたまわん』のシンフォニアを移調したもので、第2楽章は同じカンタータのアリアを転用し、第3楽章はカンタータ第49番『われは生きて汝をこがれ求む』に転用された。
前曲の第1番に匹敵するほどの規模を誇っているが、ここではチェンバロと弦楽の絡み合いが特色となっている。1738年から1739年頃にかけて作曲されたと考えられている。
構成は3楽章からなり、演奏時間は約18分。
第1楽章 （アレグロ）ホ長調、4分の4拍子。
リトルネッロ形式とダ・カーポ形式の融合である。リトルネッロ主題の3つのモティーフに基づいて展開される。
第2楽章 シチリアーノ　嬰ハ短調、8分の12拍子。
弦の合奏の前奏と後奏に挟まれつつ、ソロが歌謡的で豊かな旋律を奏でる。
第3楽章 アレグロ　ホ長調、8分の3拍子。
冒頭楽章と同様の形式をとる。中間部では半音階的に上行する旋律が導入されている。

#### チェンバロ協奏曲第3番 ニ長調 BWV1054
原曲は今日でも演奏される有名なヴァイオリン協奏曲第2番 ホ長調 BWV1042である。ヴァイオリン協奏曲第2番として演奏される機会が多く、チェンバロ協奏曲として演奏されることは少ない。
チェンバロの奏法が存分に取り入れられ、独自の魅力を持っている。1738年から1742年頃にかけて作曲されたと考えられている。
構成は3楽章からなり、演奏時間は約17分。
第1楽章 （アレグロ）ニ長調、2分の2拍子。
原曲のテンポの表記は「アレグロ」である。チェンバロ協奏曲第2番の両端楽章と同じ形式による。
第2楽章 アダージョ・エ・ピアノ・センプレ　ロ短調、4分の3拍子。
バッソ・オスティナート風の低音旋律に導かれて、チェンバロが甘美なカンティレーナを奏でる。
第3楽章 アレグロ　ニ長調、8分の3拍子。
軽やかな主題によるロンド形式。

#### チェンバロ協奏曲第4番 イ長調 BWV1055
原曲は消失したオーボエ・ダモーレ協奏曲 イ長調か、ヴァイオリン協奏曲 ハ長調であったとされているが、近年では前者が原曲であったとする説が有力となっている。
1738年から1742年頃にかけて作曲されたと考えられている。
構成は3楽章からなり、演奏時間は約13分。
第1楽章 アレグロ　イ長調、2分の2拍子。
リトルネッロ形式による楽章で、きびきびとした分散和音のトゥッティの主題をもつ。ソロの主題は概して歌唱的である。
第2楽章 ラルゲット　嬰ヘ短調、8分の12拍子。
自由なパッサカリアによる瞑想的な楽章で、ラメント・バス(嘆きの低音)と呼ばれる低音弦の半音下行進行がこの楽章の気分を規定する。
第3楽章 アレグロ・マ・ノン・タント　イ長調、8分の3拍子。
リトルネッロ形式によるフィナーレで、躍動感が溢れる舞曲風のトゥッティの主題に基づく。

#### チェンバロ協奏曲第5番 ヘ短調 BWV1056
原曲は消失したヴァイオリン協奏曲 ト短調であるとされているが、この原曲がバッハ自身の作品か、他の作曲家の作品であるかどうか不明である。第2楽章はカンタータ第156番『わが片足すでに墓穴に入りぬ』のシンフォニアと同一の音楽で、「バッハのアリオーソ」として親しまれており、映画「恋するガリア」の中でも使われた。
バッハとしては、初期のシンプルで古風な様式を示しているが、素材の有機的な展開といった点では、かなり巧みな書法が駆使されている。1738年から1742年頃にかけて作曲されたと考えられている。
構成は3楽章からなり、演奏時間は約9分ないし10分。
第1楽章 （アレグロ・モデラート）ヘ短調、4分の2拍子。
リトルネッロ形式による楽章で、同一音形を装飾反復する、ややいかめしい表情をもったトゥッティ主題による。
第2楽章 ラルゴ 変イ長調、4分の4拍子。
弦のピッツィカートの伴奏を背景に繰り広げられる甘美な楽章。
第3楽章 プレスト ヘ短調、8分の3拍子。
リトルネッロ形式による舞曲風の活発なフィナーレ。エネルギッシュでリズミックな性格を特色としている。

#### チェンバロ協奏曲第6番 ヘ長調 BWV1057
ブランデンブルク協奏曲第4番 ト長調を原曲としている。原曲の2本のリコーダーのパートは、ほぼそのまま移調して用いられ、ヴァイオリンのパートは、チェンバロでの演奏効果を考慮したうえで改変が施されている。1738年から1742年頃にかけて作曲されたと考えられている。
構成は3楽章からなり、演奏時間は約16分。
第1楽章 （アレグロ）ヘ長調、8分の3拍子。
軽快なビートに乗せて繰り広げられる牧歌的で、かつ華麗な音楽である。
第2楽章 アンダンテ　ニ短調、4分の3拍子。
厚い響きの悲歌。原曲のリコーダーの独奏部分は、ここではチェンバロに担われる。
第3楽章 アレグロ・アッサイ　ヘ長調、2分の2拍子。
スピード感と変化に富むフーガ風のフィナーレ。

#### チェンバロ協奏曲第7番 ト短調 BWV1058
原曲はヴァイオリン協奏曲第1番 イ短調 BWV1041である。1727年から1742年頃に作曲されたと考えられている。
構成は3楽章からなり、演奏時間は約13分。
第1楽章 （アレグロ）ト短調、4分の2拍子。
引き締まった面もちのリトルネッロ形式。
第2楽章 アンダンテ　変ロ長調、4分の4拍子
冒頭のバッソ・オスティナート音型が繰り返される中、3連音符を主体とした装飾旋律が歌い込まれる。
第3楽章 アレグロ・アッサイ　ト短調、8分の9拍子。
軽快な音の流れの中に、堅実なフーガの技法を盛り込んだフィナーレ。

#### チェンバロ協奏曲第8番 ニ短調 BWV1059
1726年以降に作曲されたと考えられており、原曲は消失したオーボエ協奏曲である。現在は冒頭9小節の断片のみが残されているが、カンタータ第35番『霊と魂は驚き惑う』から復元が可能である。なお演奏する際は、第1楽章（「アレグロ」）は第1部のシンフォニア、第3楽章（プレスト）は第2部のシンフォニアから転用して演奏するのが一般的で、独奏チェンバロと弦合奏の他に、オーボエが加わる。第2楽章（アダージョ）は第2曲のアリアのオルガンパートをチェンバロに置き換えることで転用が可能である。Martin Straetenによる校訂版の楽譜がimslpにアップロードされている。第1楽章は現存する断片が反映されておらず、第2楽章にはカンタータ第156番のシンフォニアが転用されている。
チェンバロ協奏曲としての録音は、グスタフ・レオンハルトや、鈴木優人とバッハ・コレギウム・ジャパンなどがある。トン・コープマンによるエラートからの音源が存在するが、オルガン独奏による演奏であり、現存する断片は反映されていない。
3楽章版の演奏時間は約11分。

### 2台のチェンバロのための協奏曲

#### 第1番 ハ短調 BWV1060
散逸したオーボエとヴァイオリンのための協奏曲が原曲だと思われるが、その曲がバッハの作かどうかは分かっていない。
作曲地：ライプツィヒ、作曲年代：1736年、演奏時間：約15分。
第1楽章 アレグロ　ハ短調
第2楽章 アダージョまたはラルゴ　変ホ長調
第3楽章 アレグロ・アッサイ　ハ短調

#### 第2番 ハ長調 BWV1061
初めからチェンバロ協奏曲として作曲されたものと考えられている。この曲では弦合奏が控えめで、殊に第2楽章においては、弦を一切欠いている。
作曲地：ライプツィヒ、作曲年代：1736年、演奏時間：約19分。
第1楽章 （アレグロ）　ハ長調
第2楽章 アダージョまたはラルゴ　イ短調
第3楽章 フーガ（アレグロ）　ハ長調

#### 第3番 ハ短調 BWV1062
2つのヴァイオリンのための協奏曲 ニ短調　BWV1043が原曲になっている。
第1楽章 （アレグロ）ハ短調
第2楽章 アンダンテ　変ホ長調
第3楽章 アレグロ・アッサイ　ハ短調

### 3台のチェンバロのための協奏曲

#### 第1番 ニ短調 BWV1063
作曲地：ライプツィヒ、作曲年代：1733年、演奏時間：約14分。
第1楽章 （アレグロ）ニ短調、8分の3拍子
速度記号は「急」とだけ指定されているのみである。
第2楽章 アッラ・シチリアーナ　8分の6拍子。
第1ヴァイオリンと3台のチェンバロがユニゾンになっている。最後にチェンバロがカデンツァ風に奏でたあと、不完全休止で終楽章に続く。
第3楽章 アレグロ　ニ短調、4分の2拍子
シンコペーションの際立った主題によるフーガである。

#### 第2番 ハ長調 BWV1064
原曲は3つのヴァイオリンのための協奏曲 ニ長調。ただし、作曲者がバッハかは不明とされている。
作曲地：ライプツィヒ、作曲年代：1733年、演奏時間：約17分。 
第1楽章 アレグロ　ハ長調、4分の4拍子。
第2楽章 アダージョ　イ短調、4分の4拍子。
第3楽章 アレグロ　ハ長調、2分の2拍子。

### 4台のチェンバロのための協奏曲イ短調　BWV1065
バッハのチェンバロ協奏曲では唯一のチェンバロ4台用の曲で、原曲はヴィヴァルディの「4つのヴァイオリンとチェロ、弦楽合奏と通奏低音のための協奏曲」（ヴァイオリン協奏曲集『調和の霊感』作品3の第10番）である。
作曲地：ライプツィヒ、作曲年代：1731年、演奏時間：約10分。
第1楽章 （アレグロ）イ短調、4分の4拍子
速度記号は指定されていないが、「急」の指定がある。同音反復型のきびきびとした主題による。リトルネッロ形式をとる。
第2楽章 ラルゴ　ニ短調、4分の3拍子
3部分からなり、中間部ではアルベッジョが終始奏される。
第3楽章 アレグロ　イ短調、8分の6拍子
拍節感をもつトゥッティ主題の合間を縫いながら、ソロが縦横無尽に駆け巡る。

## 参考資料
- 『作曲家別名曲解説ライブラリー12 J.S.バッハ』（音楽之友社）
- 『J.S.バッハ:チェンバロ協奏曲全集』（トレヴァー・ピノック指揮、イングリッシュ・コンサート、アルヒーフ・レーベル）